# MK Hapóél Haifa
Az MK Hapóél Haifa (héber betűkkel מועדון הכדורגל הפועל חיפה Móádón Hakadúregel Hapóél Haifa, itraeli angol átírásban Moadon Hakaduregel Hapoel Haifa) egy izraeli labdarúgócsapat, amely jelenleg az első osztályban szerepel. A klub székhelye, a Kirjat Eliézer Stadion Haifában található.

## Eredmények

### Nemzeti
- Izraeli labdarúgó-bajnokság (Ligat háAl)
  - Bajnok (1 alkalommal): 1999
  - Ezüstérmes (2 alkalommal): ?
  - Bronzérmes (1 alkalommal): 2001

- Izraeli kupa (Gvíá Hamedíná – Állami kupa)
  - Győztes (4 alkalommal): 1963, 1966, 1974, 2018
  - Ezüstérmes (5 alkalommal): 1932, 1958, 1964, 1995, 2004

- Toto-kupa (Gvíá Hatótó)
  - Győztes (1 alkalommal): 2001

- Évtized kupa (Gvíá HaÁszór)
  - Győztes (1 alkalommal): 1958